# Aziza (mythologie)
Pour les articles homonymes, voir Aziza.
 (août 2023).
Les Aziza considéré comme génie de la forêt, sont une race de fées bienfaisantes d'Afrique et plus spécialement du Bénin. Elles vivent dans la forêt, où elles offrent de la chance aux chasseurs grâce à leur magie. Elles dotent aussi de compétences pratiques et de connaissances spirituelles les gens qu'elles rencontrent, elles auraient initié des chasseurs a l'art de la musique et de la chanson.
Dans les idées de la croyance populaire, l'artiste lui est assimilé parce qu'il serait possédé par cette divinité pendant ses prestations artistique donc (Aziza) considéré comme une  source d'inspiration qui s'empare du corps de l'artiste.